# ياسو ماناكا
ياسو ماناكا (باليابانية: 眞中 靖夫) (31 يناير 1971 في إيباراكي في اليابان – )؛ هو لاعب كرة قدم ياباني سابق كان يلعب كمهاجم.

## وصلات خارجية
- ياسو ماناكا على موقع رابطة كرة القدم اليابانية للمحترفين (اليابانية)
- ياسو ماناكا على موقع قاعدة بيانات كرة القدم.إي يو (الإنجليزية)
- ياسو ماناكا على موقع عالم كرة القدم.نت (الإنجليزية)